# Codo (Einheit)
Codo war ein spanisches Längenmaß. Es entsprach der Elle. 
- Spanien 
  - 1 Codo = 188 Pariser Linien = 0,4075 Meter (0,4179535 Meter[1])
  - 4 Codo = 1 Estado
  - 1 Codo = 1 ½ Pies = 2 große Palmos = 6 kleine Palmos = 18 Pulgadas = 24 Dedos = 288 Lineas

Es gab auch einen Codo de ribera  mit 4 ½ Pulgadas. Es war das den königlichen Lagern vorbehaltene Maß. Die 8 Palmos ribera in der das Maß sich teilen ließ, entsprach 125,3 Fuß (span.)
- In Marokko bezeichneten die Europäer mit Codo die marokkanische Elle Dhrá oder Kala. 
  - Dhrá = 8 Tomnien = 253,122 Pariser Linien = 0,571 Meter[3]
  - 1 Codo = 253 Pariser Linien = 0,570723 Meter
- auf den Antillen
  - 1 Codo = 3 Palmos mayores = 18 Pulgadas = 187,899 Pariser Linien = 0,423849 Metre[4]
  - 1 Codo = 187,8499 Pariser Linien = 0,42375 Meter